# Commandement européen du transport aérien
Le Commandement européen du transport aérien (en anglais European Air Transport Command, abrégé EATC) est un commandement opérationnel interarmées dont la mission est de mettre à disposition commune les moyens aériens (transport, ravitaillement et évacuation sanitaire) des pays membres. Le commandement est géré depuis les Pays-Bas et regroupe 220 appareils de transport en 2016 de sept pays européens, tous membres de l'UE et de l'OTAN.

## Histoire
En 2001, sur une initiative franco-allemande est mis en place une cellule de coordination aérienne européenne (EACC) pour coordonner les mouvements militaires des États membres de l'Union européenne. Renommée EAC (European Airlift center) en juillet 2004, elle se fixe sur la base militaire d'Eindhoven et regroupe sept pays (Belgique, Allemagne, France, Italie, Pays-Bas, Royaume-Uni ainsi que la Norvège, non membre de l'Union européenne).
En avril 2006, les États-Majors français et allemand décident d'aller plus loin et de développer un nouveau concept. Ils signent une lettre d'intention établissant un commandement commun pour réguler le transport aérien. L'EATC est né. Il est entériné sur le plan politique par le conseil des ministres franco-allemand du 12 octobre 2006. En 2007, les Pays-Bas et la Belgique - qui font face aussi à des coupes dans leur budget de défense - rejoignent l'initiative. Le Luxembourg signe un protocole d'accord en 2009. Le concept de l'EATC est signé le 11 mai 2007 à Bruxelles en marge du comité militaire de l'Union européenne. Et les quatre chefs d'État-major paraphent au dernier trimestre 2009, la déclaration commune d'établissement.
Le 1er septembre 2010, le Commandement est officiellement inauguré avec un lâcher de parachutistes et le survol de plusieurs avions qui composent le commandement

## Pays participants
Issu d'une initiative franco-allemande lancée en 1999, ce commandement européen a officiellement vu le jour en septembre 2010, avec la participation de quatre pays, à savoir l'Allemagne, la Belgique, la France et les Pays-Bas. Le Luxembourg rejoint le Commandement en décembre 2012, puis l'Espagne et enfin l'Italie début 2016.

## Capacité opérationnelle
Les armées de chaque État sont libres de transférer le nombre d’avions qu’ils souhaitent. Les appareils gérés par l’EATC sont dits « ToA » pour « Transfer of Authority ».
Le Commandement avait une capacité opérationnelle initiale (IOC) à la fin 2010 et il est opérationnel depuis 2011. Le centre de commandement est localisé sur la base aérienne militaire d'Eindhoven qui régule tous les aspects du transport aérien militaire, y compris la planification et l'exécution des missions, la formation et la sécurité des vols.
Le commandement a fourni des avions pour les évacuations de ressortissants en Côte d'Ivoire et en Libye, en 2011, ou pour l'opération Serval au Mali en 2013 pour acheminer approvisionnement et matériels pour ravitailler les forces françaises.
En septembre 2010, la flotte était composée de 217 appareils, :
- 29 Lockheed C-130 Hercules
- 135 Aérospatiale MBB C-160 Transall
- 19 CASA CN-235
- 10 Airbus A310
- 2 Airbus A340
- 2 KC-10 Extender
- 20 autres appareils

Début 2016, la flotte comprend en plus, les appareils espagnols et italiens, :
- Airbus A310 MRTT
- Airbus A321
- Airbus A310
- Airbus A400M
- Boeing B707/KC707
- CASA CN-235
- CASA C-295
- C-160 D/ESS Transall
- Dassault Mystère 20
- Lockheed C-130 Hercules/KC-130 Hercules
- McDonnell Douglas KC-10 Extender/KDC-10

Fin 2017, elle comprenait 204 appareils répartis comme suit  :
- Allemagne (46 appareils)
  - 33 Aérospatiale MBB C-160 Transall
  - 8 Airbus A400M
  - 5 Airbus A310 MRTT
- Belgique (17 appareils)
  - 11 Lockheed C-130 Hercules
  - 4 Embraer ERJ 135
  - 1 Airbus A321
  - 1 Falcon 900
- Espagne (25 appareils)
  - 13 CASA C-295
  - 11 Lockheed KC-130 Hercules
  - 1 Airbus A400M
- France (78 appareils)
  - 27 CASA CN-235
  - 21 Aérospatiale MBB C-160 Transall
  - 14 Lockheed C-130 Hercules
  - 11 Airbus A400M
  - 3 Airbus A310
  - 2 Airbus A340
- Italie (31 appareils)
  - 20 Lockheed C-130 Hercules
  - 7 Alenia C-27J Spartan
  - 4 Boeing KC-767
- Pays-Bas (7 appareils)
  - 4 Lockheed C-130 Hercules
  - 2 McDonnell Douglas KC-10 Extender
  - 1 Gulfstream IV

Début 2025, la flotte EATC regroupe plus de 150 aéronefs d'une vingtaine de types :
- Allemagne
  - A320 NEO
  - Airbus A400M
  - Airbus A330 MRTT
- Belgique
  - Airbus A400M
  - Dassault Falcon 7X
- Espagne
  - CASA C-295
  - Airbus A330 MRTT
  - Airbus A310
  - Airbus A400M
  - Dassault Falcon 900
- France
  - CASA CN-235
  - Lockheed C-130H Hercules et C-130J Super Hercules
  - Airbus A400M
  - Airbus A330 MRTT
- Italie
  - C-130J Super Hercules
  - Alenia C-27J Spartan
  - Boeing KC-767
- Pays-Bas
  - Lockheed C-130H Hercules
  - Airbus A330 MRTT
  - Gulfstream 650 ER

## Sources

## Compléments